# It's Okay to Not Be Okay
It's Okay to Not Be Okay (Hangul: 사이코지만 괜찮아; RR: Saikojiman Gwaenchana) és una sèrie de televisió romàntica sud-coreana del 2020 protagonitzada per Kim Soo-hyun i Seo Ye-ji. La sèrie explica una història de romanç inusual entre dues persones que acaben curant-se les ferides emocionals i psicològiques. Es va emetre a tvN tots els dissabtes i diumenges a les 21:00 (KST) franja horària del 20 de juny al 9 d'agost de 2020 durant 16 capítols. La sèrie està disponible a tot el món a Netflix.

## Repartiment
- Kim Soo-hyun - Moon Gang-tae
- Seo Ye-ji - Ko Moon-young
- Oh Jung-se - Moon Sang-tae
- Park Kyu-young - Nam Ju-ri